# محمية بيغ ليك الوطنية للحياة البرية
محمية بيك ليك الوطنية للحياة البرية هي محمية وطنية تبلغ مساحتها 45 كليو متر مربع تقع في مقاطعة ميسيسيبي (أركنساس)، مدارة من قبل المؤسسة الأمريكية للأسماك والحياة البرية. تتكون من بحيرة ضحلة، مستنقع، وغابات الأراضي المنخفضة. هدف المحمية الرئيسي هو الحفاظ على المساكن البيئية للطيور المائية في المناطق الزراعية. ما يبلغ مقداره 20 كيلو متر مربع من منطقة بيك ليك تم أعتباره معلم وطني طبيعي. و 8 كيلو متر مربع تم تصنيفها كمنطقة برية. 

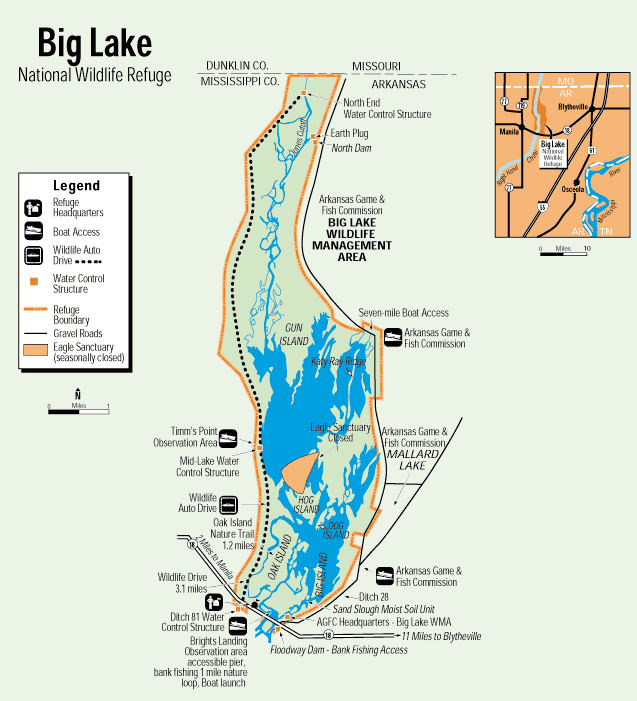
خريطة محمية الحياة البرية الوطنية في بحيرة بيج ليك في أركنساس.

## تاريخه
قبل زلزال نيو مدريد 1811، كان النهر الصغير يتدفق بدون عوائق من خلال الأراضي المنخفضة المسطحة بجوار نهر المسيسبي في اركنساس. غير الزلزال نمط الصرف في المنطقة و تكونت بيك ليك بسبب هذا. في زمن المستوطنين البيض عرفت المنطقة بالمستنقع العظيم وتكونت من غابات الأشجار الصلبة، وبشكل أخص تاكسوديم، المستنقعات المشجرة، و المياه المتفوحة.
بعد الحرب الأهلية الأمريكية، تم بناء السكك الحديدية عبر المنطقة وبدأ أستغلال الخشب. منطقة بيك ليك كانت أيضاً مليئة بالصيادين بسبب وفرتها بالطيور المائية. أصطاد الصيادون التجاريون الأيل، البط، أسماك الباس كبيرة الفم و الكراب لبيع لحومها في المدن، وأستحوذت أندية الصيد على قطع أراضي كبيرة لغرض الصيد الرياضي. مما تسبب في مشكلة مع السكان المحلين الذين يعتمدون على الصيد لقوتهم اليومي. السكان المحليون الذين معظمهم من الفقراء تم أبعادهم عن الأراضي المستحوذ عليها من قبل أندية الصيد وشركات الأخشاب. مما تسبب في أندلاع حرب بيك ليك من سبعينيات القرن التاسع عشر الى حد عام 1915، والتي كان فيها السكان المحليون في مواجهة مع الصيادين الرياضين والتجارين. مما أدى إلى النزاعات القانونية، القتال، أطلاق النار، وحرق مقرات الأندية.
في بداية القرن العشرين، تأسست زراعة الأرز في اركنساس وسرعان ما أصبحت المنطقة حول بيك ليك مليئة بالسدود و قنوات الصرف والري، مما جعل لبيك ليك كجزيرة في بحر من الزراعة. في 1915، مع أنخفاض أعداد الحياة البرية و أزدياد التنمية الزراعية، أنشئت الحكومة الأمريكية محمية بيك ليك الوطنية، ثالث أكبر محمية فيدرالية داخلية يتم أنشائها.
تستنزف شبكة الصرف المصطنعة في منطقة ميسوري بوثيل 6500 كيلو متر مربع من أراضي المستنقع السابق. الأستنزاف الغير طبيعي هذا يؤثر سلباً على المحمية. الأنسداد الطيني الذي تسببه الأراضي الزراعية كان مؤثراً على بيك ليك أيضاً، ولكن في التسعينات من القرن العشرين تعهدت القوات البرية الأمريكية الهندسية بتحويل مسارات المياه المسدودة بالطين حول المحمية. وبالفعل تحسنت جودة المياه وأزداد تعداد الحياة البرية.

## المحمية
عمق المياه في بيك ليك كمتوسط يبلغ متر واحد فقط. تتكون المحمية من 21 كيلو متر مربع من المياه المفتوحة تتخللها مستنقعات مشجرة عند مستويات المياه الطبيعية. معظم ما تبقى من الأراضي يكون مغموراً بالمياه موسيماً، 99% من المحمية قد يكون تحت الماء. تحد البحيرة غابات مستنقعية بكر من طوبال وتاكسوديم. الأجزاء الجافة من المحمية مغطاة بأشجار الخشب الصلب، بما في ذلك عدة أنواع من البلوط، المُران البنسلفاني، حور دالي، البتولا النهرية، و القيقب الأحمر.
حوالي 227 نوعاً من الطيور تم التعرف عليهم في منطقة بيك ليك. تستضيف المحمية الطيور الشتوية والمهاجرة، حيث يصل عدد الطيور فيها في فصل الشتاء إلى 200،000. بط الخشب هو مقيم دائمي على مدار العام، بحوالي 2500 فرخ يولد كل سنة. العقاب الصلعاء بدأت التعشيش في المحمية في عام 1993. كما يوجد حيوانات كالقاضعة، القندس، الراكون، الديك الرومي، الأيل أبيض الذيل، الوشق، و أحيانا الأرمديلو.
الملجأ مفتوح للعامة على مدار السنة، بالرغم أنه يتم أغلاقه خلال الفيضانات

## مناطق الحفظ المجاورة
يحد المنطقة من الشمال منطقة الحفاظ على مستنقع هورنرزفيل الملاصقة لها. ممتلكة ومدارة من قبل أدارة الحفاظ على البئية في ولاية ميسوري. تبلغ مساحتها 12.81 كيلو متر مربع والتي هي أيضاً محمية للحياة البرية المحلية. ملاصقاً لها من الشرق منطقة إدارة الحياة البرية في البحيرة الكبيرة، المملوكة من ولاية أركنساس. تبلغ مساحتها 49.9 كيلو متر مربع ومتاحة لصيد الغزلان، الطيور المائية، والطرائد صغيرة الحجم. منطقة الحياة البرية المدارة تتكون بشكل عام من غابات الأخشاب الصلبة المنخفضة. كلاهما معرض للفيضانات.

## روابط خارجية
- محمية بيج ليك الوطنية للحياة البرية